# فرودگاه پروست
 فرودگاه پروست (به انگلیسی: Propst Airport) یک فرودگاه خصوصی است که یک باند فرود آسفالت دارد و طول باند آن ۵۷۹ متر است. این فرودگاه در کشور ایالات متحده آمریکا قرار دارد و در ارتفاع ۷۲٫۸ متری از سطح دریا واقع شده است.